# 市川森一
市川 森一（いちかわ しんいち、1941年（昭和16年）4月17日 - 2011年（平成23年）12月10日）は、日本の脚本家、劇作家、小説家、コメンテーター。日本放送作家協会の会長を務めた。長崎県諫早市出身。
妻は『マキちゃん日記』で知り合った女優の柴田美保子。妹は放送作家の市川愉味子（井上愉味子）。実質的なデビュー作は円谷プロ製作『快獣ブースカ』。代表作は『傷だらけの天使』『ウルトラセブン』『帰ってきたウルトラマン』『ウルトラマンＡ』『コメットさん』『露玉の首飾り』『TAJOMARU』など多数。

## 来歴・人物
実家の呉服屋を継がずに旧海軍大村航空隊の教官となった父・市川一郎（同志社専門学校高等商業部出身）と、寛政5年（1793年）創業の老舗の諫早名物おこし屋の娘であった母との間に1941年（昭和16年）誕生。小さいころから創作活動が好きで、物語や絵画などジャンルを問わずに様々な創作を行って、級友を楽しませたり、地元の新聞に取り上げられたりしていた。母親の実家の近所にあった映画館（後の諫早パルファン）によく映画を観に行っており、のちに脚本家を目指すきっかけともなっている。ミッションスクールであった鎮西学院中等部に進学したが、高校は普通校の公立高校長崎県立諫早高等学校に進学、そののち、日本大学藝術学部映画学科シナリオコース卒業。
1966年（昭和41年）に円谷プロダクション製作の子供向け特撮番組『快獣ブースカ』第4話「ブースカ月へ行く」で脚本家デビューする。その後しばらくの間は、子供番組を中心に執筆していた。『ウルトラセブン』『コメットさん』などは、この時期の代表作である。その後、当初メインライターを務めた『ウルトラマンA』を最後に一般向け番組に軸足を移し、1974年、萩原健一、水谷豊出演のテレビドラマ『傷だらけの天使』（日本テレビ）で脚光を浴び、人気シナリオライターとなる。
1979年（昭和54年）、舞台『黄金の日日』の戯曲により大谷竹次郎賞受賞。1981年（昭和56年）、『港町純情シネマ』などにより芸術選奨新人賞受賞。1983年（昭和58年）、『淋しいのはお前だけじゃない』により第1回向田邦子賞受賞。1989年（平成元年）、『異人たちとの夏』により第12回日本アカデミー賞最優秀脚本賞を受賞。同年、『明日 - 1945年8月8日・長崎』『もどり橋』『伝言』により芸術選奨文部大臣賞受賞。1999年（平成11年）、『幽婚』によりモンテカルロ・テレビ祭最優秀脚本賞受賞。2003年（平成15年）に紫綬褒章受章。
脚本家としての活動のみならず、『ザ・ワイド』などワイドショー番組にコメンテーターとして出演するなど幅広く活動した。なかでも長らく「日本アカデミー賞授賞式」のテレビ中継内では予想屋として出演。ことごとく外れる予想で知られた。
2000年（平成12年）、日本放送作家協会理事に就任。2003年（平成15年）からは、日本脚本アーカイブズの発足に尽力した。後に日本脚本アーカイブズ推進コンソーシアムとして実現した。
2011年（平成23年）には旭日小綬章を受章。その受章の際、内閣からの公式発表前にマスコミ各社が事前に行う記者取材が10月27日に予定されていたが、その日に急な発熱を起こして入院し、その際に受けた検査で肺がんが発見され、闘病生活に入っていたという。
2011年（平成23年）12月10日、肺がんのため死去。70歳没。戒名は祇承院弘庸森叡居士。14歳の時に日本基督教団諫早教会でキリスト教の洗礼を受けていたが、本人の生前の希望により一族の菩提寺に埋葬された。死後に故郷・長崎への思いを込めた市川の遺稿が妻により発表された。
死後、福地茂雄を理事長として2012年10月25日に一般財団法人市川森一脚本賞財団が設立され、新進脚本家を対象とした「市川森一脚本賞」が2013年より選定された。10年にわたる活動で本賞9人、奨励賞2人を選奨したが、経済不況とオリジナル脚本の選奨が難しくなったこと、さらに理事の高齢化により2023年1月31日をもって解散することとなった。登記上の抹消は3月31日に抹消。解散時の理事長は遠藤利男。
諫早市立諫早図書館には市川の書籍、資料等を集めた「市川森一シナリオルーム」が存在する。

## エピソード
- キリスト教の信仰を持つに至ったのは、10歳で亡くした実母の入院先が長崎市内のカトリック系の病院だったことが契機とされている[21]。
- プロテスタント信者であり、洗礼を受けたのは日本基督教団諫早教会であった[22]。
- キリスト教による影響が随所に見受けられ、ウルトラシリーズの脚本では、新約聖書や神話に由来する名前を持つ怪獣や設定を多用したことでも知られる（サイモン、ペテロ、バラバ、ゴルゴダの丘→ゴルゴダ星、アイスキュロス→アイロス星人、マナ→フルハシ・マナ、プロメテウス→プロテ星人、サロメ→サロメ星人など）[21]。
- 修行時代、はかま満緒主宰「はかまお笑い塾」では、萩本欽一や車だん吉、ポール牧ら多くの芸人、脚本家としのぎを削りあった。後年、日本テレビの開局40周年スペシャルドラマ『ゴールデンボーイズ』で、若かりし頃の萩本（演者は小堺一機）のこれらのエピソードを描いている。
- 『快獣ブースカ』第4話「ブースカ月へ行く」は円谷英二がかねてから「竹取物語」の映像化を懸案しているのを知った市川が、かぐや姫の物語をイメージソースに仕立てた作品である。
- 1960-1970年代に『コメットさん』『恐怖劇場アンバランス』『帰ってきたウルトラマン』など多くの作品で組んだ山際永三監督を「僕が唯一人、ドラマの師匠と仰ぐ方」と語っている[23]。
- 『仮面ライダー』では上原正三、伊上勝らと共に企画段階から参加していたが、『帰ってきたウルトラマン』参加のため市川、上原の2人は共に仮面ライダーからは離脱した[1]。しかし代理として紹介した島田真之の脚本が芳しくなかったため、第4話のみ島田と共作で執筆した[1]。
- 子供番組で唯一メインライターに任命された『ウルトラマンA』を、1クール消化の時点で降板してしまうが、その理由として「男女の性を超越した神としてのウルトラマン像」、「観念的な悪意の具象化であるヤプール」、「徹底したSF路線の追及」といった、企画段階で市川が提示した要素が全て排除されてしまい、ウルトラシリーズに対する情熱を急速に失ってしまったが故に、と発言している。しかし、同作品の橋本洋二プロデューサーに「メインライターの責任として最終回も書け」と命じられ、番組終了間際に復帰。最終回のラストでエースが発した「最後の願い」は、市川的には方向性の合わない作品へと変貌したウルトラシリーズへの「捨て台詞」のつもりで書いたものだったという。しかし、後年になって周囲から「最後の願い」に纏わる感想を聞く機会が随分増えたと語っている[24]。
- 『シルバー仮面』第23話「東京を砂漠にしろ!!」に登場するフンドー星人は、あさま山荘事件の生中継を見て警察が使用した鉄球から着想を得た[25]。
- 子供向け番組から時代劇、青春ドラマなどジャンルを問わず様々な作品を執筆したが、自身が早くに母を亡くしていたことから、家族団欒を描くホームドラマは書けないとしていた[17]。
- 『親戚たち』は、出身地である諫早市が舞台になっている。主役には当時時代劇俳優であった同郷の役所広司を抜擢、市川はこの後も役所を積極的に起用し、役所が俳優として有名になるきっかけを作っている。市川と役所は同郷というだけでなく、市川と役所の兄が同級生で、旧知の仲であった[26]。
- 盟友・長坂秀佳が手掛けた1990年（平成2年）版『燃えよ剣』に、長坂の「悪戯心」で俳優としてキャスティングされるが、市川も自作『野望の国』に長坂が出演することを交換条件として提示。さらに、市川は台詞を直す事を要求し、長坂はこれを承諾。市川の役は主役のような台詞に書き直された。同時に市川も「自分の役だけをカッコよくしたのでは」と思い、長坂が出演する『野望の国』で大役を演じさせたとのこと[27]。
- ドラマ『私が愛したウルトラセブン』の脚本は、「他人に脚本書かれたら自分がどう書かれるかわからない」という理由から、自ら手掛けた。自身の名前は「石川森一」とし、女にモテない非常に姑息なライターという道化役に設定し、香川照之がかなり剽軽なキャラクターとして演じた。市川本人は実像とかけ離れたキャラクターにしたつもりだったが、上原正三に「さすがに自分のことはよくわかっているね」と言われ、ショックを受けたという[28]。
- 2011年（平成23年）に『蝶々さん〜最後の武士の娘〜』の試写会に出席した際、「この年になると、一作一作が遺作のつもりでやっている。作品によっては、これが遺作になるのはイヤだなと思ったりする。今日、この作品を拝見して、こういう作品が生涯の遺作になれば幸運だなと思ったりしました」と語ったが、結果的にこれが最後の脚本テレビドラマ作品となった[29]。
- 『古事記』の舞台化をライフワークの一つと考えており、生前には実現しなかったが、没後に妻・美保子と妹・愉味子により『ドラマティック古事記』として上演された[3]。
- オウム真理教事件について、「彼らが、ウルトラマンから七〇年代後半の宇宙戦艦ヤマトに至る疑似戦争ドラマに大きな影響を受けていることは、紛れもない事実として受けとめざるをえません」と語っている[30]。

## 作品歴

### 映画
- 異人たちとの夏（1988年）原作：山田太一
- 淀川長治物語・サイナラ（2000年）大林宣彦との共同脚本
- 長崎ぶらぶら節（2000年）原作：なかにし礼
- 黄色い涙（2007年）原作：永島慎二[注釈 1]
- 花影（2007年）
- その日のまえに（2008年）原作：重松清
- TAJOMARU（2009年）

### テレビドラマ
- 快獣ブースカ（1966年 - 1967年、日本テレビ）
- ウルトラセブン（1967年 - 1968年、TBS）
- コメットさん（1967年 - 1968年、TBS）
- 戦え! マイティジャック（1968年、フジテレビ）
- 怪奇大作戦（1968年 - 1969年、TBS）
- 胡椒息子（1969年、TBS）原作：獅子文六
- オレとシャム猫（1969年、TBS）
- プロファイター（1969年、日本テレビ）
- マキちゃん日記（1969年、読売テレビ）
- ブラザー劇場・千葉周作 剣道まっしぐら（1970年、TBS）
- 帰ってきたウルトラマン（1971年 - 1972年、TBS）
- 仮面ライダー（1971年 - 1973年、毎日放送）原作：石ノ森章太郎
企画に参加したほか、第4話「人喰いサラセニアン」を島田真之と共作。
- シルバー仮面（1971年 - 1972年、TBS）
- 刑事くん（1971年 - 1976年、TBS）-  ※第3部の途中までメインライター
- 好き! すき!! 魔女先生（1971年、朝日放送）原作：石ノ森章太郎
- ウルトラマンA（1972 - 1973年、TBS） - ※メインライター
- 熱血猿飛佐助（1972年、TBS）
- 小さな恋のものがたり（1972年、日本テレビ）原作：みつはしちかこ
- 太陽にほえろ!（1972年 - 1974年、日本テレビ）
- 新・坊っちゃん（1975年 - 1976年、NHK）
- 恐怖劇場アンバランス 第4話「仮面の墓場」（1973年、フジテレビ・円谷プロ）
制作は1969年から1970年。
- 火曜日の女シリーズ・殺意を呼ぶ海（1973年、日本テレビ）原作：アンドリュー・ガーヴ
- 銀河テレビ小説・黄色い涙（1974年、NHK名古屋）原作：永島慎二
- 土曜劇場・かたぐるま（1974年、フジテレビ）
- 東芝日曜劇場・林で書いた詩（1974年、北海道放送）
- 傷だらけの天使（1974年 - 1975年、日本テレビ）
- 東芝日曜劇場・紙コップのコーヒー（1975年、中部日本放送）
- グッドバイ・ママ（1976年、TBS）
- 五丁目に咲いた恋は、絶対に結ばれないと人々は噂した（1976年、日本テレビ）
- 東芝日曜劇場・夢のながれ（1976年、中部日本放送）
- 幻のぶどう園（1976年、NHK）
- 東芝日曜劇場・みどりもふかき（1976年、RKB毎日放送）
- 東芝日曜劇場・バースディ・カード（1977年、北海道放送）
- 大河ドラマ・黄金の日日（1978年、NHK）原作：城山三郎
- 露玉の首飾り（1979年、TBS）[31]
- 失楽園'79（1979年、NHK）
- 風の隼人（1979年- 1980年、NHK）原作：直木三十五
- 東芝日曜劇場・春のささやき（1980年、北海道放送）
- 港町純情シネマ（1980年、TBS）
- 土曜ドラマ・君はまだ歌っているか（1981年 NHK）
- ダウンタウン物語（1981年、日本テレビ）
- ドラマ人間模様・万葉の娘たち（1981年、NHK大阪）
- 淋しいのはお前だけじゃない（1982年、TBS）
- ちょっと噂の女たち・黒田軟骨の女難（1982年、毎日放送）
- ソープ嬢モモ子シリーズ・十二年間の嘘 乳と蜜の流れる地よ（1982年、TBS）
- 東芝日曜劇場・夢の鐘（1982年、中部日本放送）
- モモ子シリーズ・聖母モモ子の受難（1982年、TBS）
- ある晴れた日に（1982年、テレビ朝日）
- 誰かが私を愛してる（1983年、毎日放送）
- 火曜サスペンス劇場・霧の旗（1983年、日本テレビ）原作：松本清張
- 大河ドラマ・山河燃ゆ（1984年、NHK）原作：山崎豊子
- 東芝日曜劇場・夢の鳥（1984年、中部日本放送）
- 受胎の森（1985年、TBS）
- モモ子シリーズ・スキャンダル黙示録（1985年、TBS）
- 親戚たち（1985年、フジテレビ）
- 藤子不二雄の夢カメラ 第3話「じゃんけんぽん」（1986年、フジテレビ）原作：藤子・F・不二雄
- モモ子シリーズ・グッバイ・ソープガール（1986年、TBS）
- 泣いてたまるか 「幽霊は不倫する」（1986年、TBS）
- 婚約（1987年、NHK）
- 化身（1987年、フジテレビ）原作：渡辺淳一
- 女優競演サスペンス・タフガイが死んだ日（1987年、関西テレビ・松竹）
- モモ子シリーズ・サザエ・ロード巡礼（1988年、TBS）
- 結婚してシマッタ!（1988年、TBS）
- 明日 - 1945年8月8日・長崎（1988年、日本テレビ）
- もどり橋（1988年、NHK）
- 東芝日曜劇場「伝言」（1988年、北海道放送ほか3局との共同制作）
JNN系列の4局（北海道放送・中部日本放送・RKB毎日放送・毎日放送）による共同制作シリーズ（全4回）。
- 悲しみだけが夢をみる（1988年、NHK）
- モモ子シリーズ・芸者モモ子の復活（1989年、TBS）
- ドナウの旅人（1989年、テレビ朝日）
- 野望の国（1989年、日本テレビ）
- 東芝日曜劇場・夢で別れて（1990年、中部日本放送）
- モモ子シリーズ・モモ子の罪と罰（1990年、TBS）
- 夢帰行（1990年、NHK）
- 代表取締役刑事（1991 - 1992年、テレビ朝日）
- 東芝日曜劇場・サハリンの薔薇（1991年、TBS)
- 往診ドクター事件カルテ（1992年、朝日放送）
- 土曜ドラマ・私が愛したウルトラセブン（1993年、NHK）
- ゴールデンボーイズ - 1960笑売人ブルース（1993年、日本テレビ）
- 冬の魔術師（1993年、NHK）
- 大河ドラマ・花の乱（1994年、NHK）
- そっとさよなら（1994年、毎日放送）
- 今夜もテレビで眠れない 第2話「あの人だあれ?」（1995年、TBS）
- あなたの中で生きる CG青年の孤独と愛（1996年、NHK）
- 夢暦長崎奉行（1996年、NHK）
- 木綿のハンカチ〜ライトウインズ物語（1997年、NHK）
- モモ子シリーズ・最後の審判（1997年、TBS）
- 鏡は眠らない（1997年、NHK）
- 夢の標本（1998年、北海道テレビ）
- 刑事クマさん（1998年、TBS）
- 幽婚（1998年、中部日本放送）
- ここではない何処か（1998年、北海道テレビ）
- 木綿のハンカチ2〜ライトウインズ物語（1998年、NHK）
- いい旅いい夢いい女（1999年、NHK）
- いい旅いい夢いい女・九州路（2000年、NHK）
- おいね 父の名はシーボルト（2000年、NHK）
- 大地の産声が聞こえる 〜15才いちご薄書〜（2000年、日本テレビ）原作：植嶋由衣
- 乳房（2000年、中部日本放送）
- 明日を抱きしめて（2000年、読売テレビ）原作：前川麻子
- おらが春（2002年、NHK）原作：田辺聖子
- 風の盆から（2002年、NHK名古屋）[32]
- たづたづし（2002年、テレビ東京）原作：松本清張
- よるドラ・精霊流し〜あなたを忘れない〜（2002年、NHK）原作：さだまさし
- よるドラ・ドリーム〜90日で1億円〜（2004年、NHK）原作：ロバート・アレン、マーク・ヴィクター・ハンセン
- 銀河鉄道に乗って（2004年、中部日本放送）
- 生きる（2007年、テレビ朝日）
- 月の光 長崎 - 上海物語（2008年、テレビ長崎） テレビ長崎開局40周年記念ドラマ
- 花祭（2009年、中部日本放送）
- 旅する夫婦（2010年、中部日本放送）
- 土曜ドラマスペシャル・蝶々さん〜最後の武士の娘〜（2011年、NHK）[注釈 2]

### 舞台
- 黄金の日日（1977年）[注釈 3]
- 楽劇Anzuchi（1987年）
- 水に溺れる魚の夢（1993年、東京ヴォードヴィルショー）
- 舞踊劇・唐人凧（1997年）
- 屋島篝火歌舞伎・袈裟の良人（1998年）
- ヴェリズモ・オペラをどうぞ!（1998年、シアターナインス）
- リセット（1999年、青年座）
- 海のサーカス団（2003年、アルカス佐世保）
- 乳房（2003年、青年座）[注釈 3]
- 踏絵黙示録（2003年）
- 銀河鉄道の夜（2004年、わらび座）

### ラジオ
- 阿含名作シリーズ（阿含宗） - 構成

## 著書
- 『淋しいのはお前だけじゃない』（1982年、三草社→大和書房）
- 『市川森一センチメンタルドラマ集』（1983年、映人社）
- 『傷だらけの天使』（1983年、大和書房）2003年、新風舎文庫）
- 『港町純情シネマ』（1983年、大和書房）
- 『万葉の娘たち』（1983年、大和書房）
- 『ダウンタウン物語』（1984年、筑摩書房）
- 『黄色い涙』大和書房、1984年12月30日。
- 『太陽にほえろ!』（1984年、大和書房）
- 『親戚たち』大和書房、1985年9月25日。
- 『市川森一メランコリックドラマ集』映人社、1986年7月20日。
- 『楽劇Anzuchi』（1987年、白水社）
- 『婚約』（1987年、大和書房）
- 『紙ヒコーキが飛ばせない』（1988年、実業之日本社）
- 『故郷・明日・家路』（1989年、日本テレビ放送網）
- 『夢回路 魔法・怪獣・怪奇・ウルトラマン・青春・犯罪』（1989年、柿の葉会）
- 『夢帰行』（1991年、海越出版社）
- 『市川森一ノスタルジックドラマ集』（1993年、映人社）
- 『私が愛したウルトラセブン』（1993年、日本放送出版協会）
- 『夢暦長崎奉行』（1996〜1997年、光文社→光文社文庫）
- 『鏡は眠らない』（1997年、シングルカット社）
- 『ヴェリズモ・オペラをどうぞ!』（1998年、シングルカット社）
- 『夢の標本』（1998年、シングルカット社）
- 『リセット』（1999年、シングルカット社）
- 『コムタチンコムタチン』（2005年、新風舎）
- 『蝶々さん』（2008年、講談社→講談社文庫）
- 『幻日』（2011年、講談社）

## その他

### テレビ番組
報道・情報番組
| 期間       | 期間       | 番組名                                  | 役職                                         |
| ---------- | ---------- | --------------------------------------- | -------------------------------------------- |
| 1990年4月  | 1990年12月 | これが問題!土曜8時（読売テレビ）        | 司会                                         |
| 1990年10月 | 1992年9月  | TXNニュース THIS EVENING（テレビ東京）  | 日曜日メインキャスター                       |
| 1992年10月 | 1993年3月  | 人間探検!もっと知りたい!!（テレビ朝日） | 司会                                         |
| 1993年4月  | 2007年9月  | ザ・ワイド（日本テレビ・読売テレビ）    | 木曜日コメンテーター                         |
| 2002年12月 | 2011年4月  | ウルトラ情報局（ファミリー劇場）        | 『帰ってきたウルトラマン編』側でのゲスト出演 |

バラエティ番組・その他
- クイズダービー（TBS） - 1987年11月7日・1991年12月7日：ゲスト解答者 / 1990年3月24日：挑戦者
- NHKビデオギャラリー（NHK） - 司会
- 三宅裕司のえびぞり巨匠天国（TBS） - 審査員
- 阿含の星まつり中継（KBS京都）

### ラジオ番組
- テレフォン人生相談（ニッポン放送）

### 俳優活動
- 快獣ブースカ 第45話「魔法の帽子」（1967年、日本テレビ） - 風船屋 役
- 燃えよ剣（1990年、テレビ東京） - 松平容保 役
- 日本のいちばん長い夏（2010年、NHK・アマゾンラテルナ） - 村上兵衛 役

### DVD
- 『ウルトラセブン』 VOL.4特典映像「ウルトラアペンディックス ぼくの青春」（1999年、デジタルウルトラシリーズ）
- ウルトラ1800 『ウルトラマンA』（2010年 - 2011年）
  - Vol.1 第1話オーディオコメンタリー
  - Vol.4 第14話オーディオコメンタリー
  - Vol.13 第52話オーディオコメンタリー

## 演じた俳優
テレビドラマ
- 香川照之 - 『私が愛したウルトラセブン』（役名は石川新一）
- 仲村トオル - 『ゴールデンボーイズ - 1960笑売人ブルース』